# Juan José Chaparro
Juan José Chaparro Stivanello CMF (ur. 22 lipca 1953 w Colonia Freitas) – argentyński duchowny katolicki, biskup San Carlos de Bariloche w latach 2013–2022, biskup Merlo-Moreno od 2022.

## Życiorys

### Prezbiterat
Święcenia kapłańskie otrzymał 12 kwietnia 1980 w zakonie klaretynów. Przez wiele lat pracował w placówkach formacyjnych dla przyszłych zakonników. W latach 1996–2005 kierował argentyńsko-urugwajską prowincją zakonną, a w kolejnych latach pełnił funkcje m.in. prowincjalnego koordynatora ds. ewangelizacji i przełożonego konwentu w paragwajskim Lambaré.

### Episkopat
9 lipca 2013 papież Franciszek mianował go biskupem diecezji San Carlos de Bariloche. Sakry biskupiej udzielił mu 28 września 2013 biskup Fernando Maletti.
20 października 2022 został przeniesiony na urząd biskupa Merlo-Moreno.